# Thetidia plusiaria
Thetidia plusiaria ist ein Schmetterling (Nachtfalter) aus der Familie der Spanner (Geometridae).

## Merkmale

### Falter
Die Flügelspannweite der Männchen beträgt 22 bis 27 Millimeter, diejenige der Weibchen 24 bis 29 Millimeter. Falter der zweiten Generation sind deutlich kleiner und erreichen meist nur eine Spannweite von 20 Millimetern. Die Vorderflügeloberseite ist kräftig grün gefärbt. Sehr selten erscheinen orange gefärbte Exemplare. Charakteristisch sind zwei stark gezackte weiße Querlinien auf den Vorderflügeln sowie ein markanter weißer Diskoidalfleck, der im Zentrum grün ist. Unterhalb des Diskoidalflecks ist ein kurzer weißer Längsstreifen zu erkennen. Am Saum befinden sich weiße Keilflecke. Die Fransen sind abwechselnd grün und weiß gescheckt. Auf den weißen Hinterflügeln hebt sich ein kleiner grünlicher Mittelfleck ab. Die Fühler der Männchen sind beidseitig gekämmt, diejenigen der Weibchen sind schwach gezähnt.

### Ähnliche Arten
Bei Thetidia correspondens fehlt das grüne Zentrum im Diskoidalfleck der Vorderflügel und die Fransen sind nicht gescheckt. Ebenso fehlt der Mittelpunkt auf den Hinterflügeln. Da diese Art lokal in Russland und einigen Gebieten Zentralasiens vorkommt gibt es auch keine geographische Überlappung der beiden Arten.

## Verbreitung und Vorkommen
Thetidia plusiaria kommt in der Mitte und im Osten Spaniens, in den Pyrenäen, auf Mallorca sowie in Algerien und Marokko vor. Im Gebirge steigt sie bis auf  2400 Meter. Sie besiedelt überwiegend trockene, offene oder buschige Berghänge.

## Lebensweise
Die Falter fliegen in zwei Generationen in den Monaten Juni und Juli sowie im September. In klimatisch günstigen Gebieten tritt zuweilen eine dritte Generation auf. Sie sind nachtaktiv und fliegen künstliche Lichtquellen an, zu 80 % jedoch die Männchen. Die Raupen wurden an Heiligenkraut (Santolina),  Schafgarben (Achillea) und Beifußarten (Artemisia) gefunden. Über deren Lebensweise ist zurzeit wenig bekannt.